# Walter Legel
Walter Legel (* 29. Juni 1940 in Bruck an der Leitha; † 4. Juli 1999 in Deutsch-Wagram) war ein österreichischer Gewichtheber.

## Karriere
Legel erreichte bei den Olympischen Spielen 1960 im Federgewicht den 20. Platz. Erst zwölf Jahre später nahm er an seinen nächsten Olympischen Spielen teil. In München 1972 startete er im Leichtgewicht, wurde aber disqualifiziert, nachdem er bei der Dopingkontrolle positiv auf Ephedrin getestet wurde. Bei den Weltmeisterschaften 1973 wurde er Neunter und bei den Weltmeisterschaften 1974 Siebter. Bei den Europameisterschaften 1974 gewann er die Bronzemedaille. 1976 erreichte er bei seinen dritten Olympischen Spielen den elften Platz, auf Grund der Disqualifikation des Polens Zbigniew Kaczmarek wurde er als Zehnter gewertet. Bei Weltmeisterschaften konnte er sich nun nicht mehr unter den besten zehn platzieren. Als Vierzigjähriger nahm er 1980 an seinen vierten Olympischen Spielen teil und landete auf Platz 16.